# В'юк
В'юк (рос. Вьюк) — річка в Удмуртії (Селтинський район), Росія, права притока Кирчми.
Річка починається біля кордону з Кіровською областю. Русло спрямоване на південний схід, нижня пригирлова ділянка — на схід. Впадає до Кирчми неподалік колишнього присілку Кирчма.
Русло вузьке, долина широка, витоки знаходяться в болотистій місцевості біля вузькоколійної залізниці. Береги повністю заліснені та заболочені. Приймає декілька дрібних приток.